# Plateau (calzoleria)

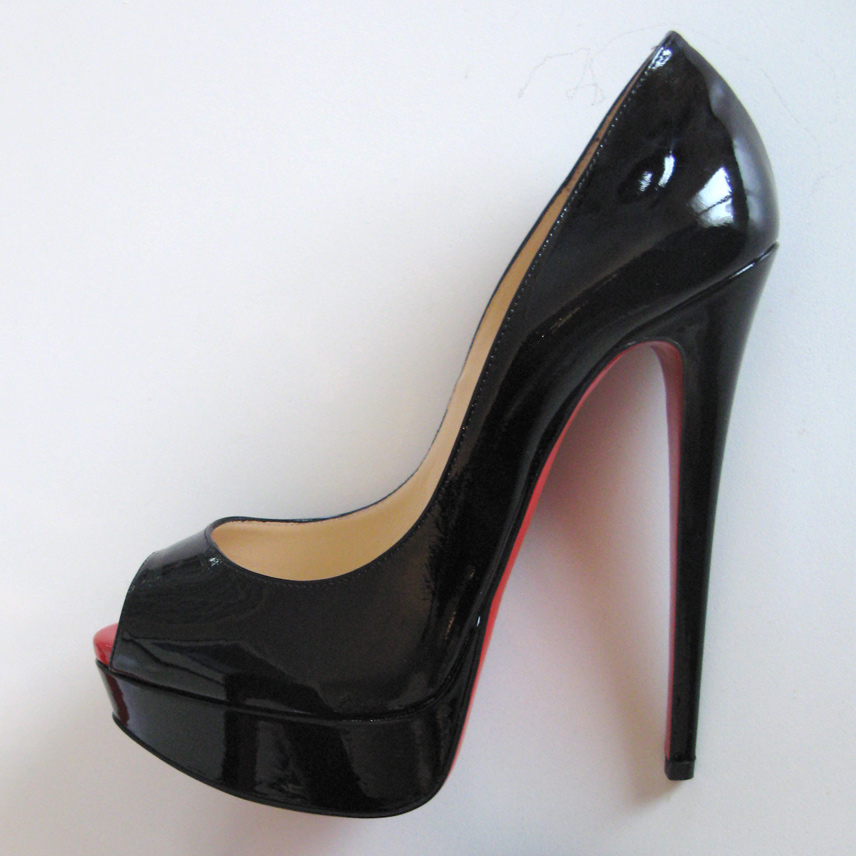
Scarpa con plateau e tacco alto

Il plateau è un rialzo della suola di una calzatura solitamente con tacchi alti.
Il plateau applicato ad una scarpa ha una duplice funzione: rende la calzatura più comoda in quanto diminuisce l'ampiezza dell'angolo di appoggio del piede femminile, inoltre permette la creazione di calzature con tacchi molto alti in quanto ha la funzione di aumentare l'altezza dal suolo della scarpa di qualche centimetro permettendo così di aumentare l'altezza del tacco. Calzature caratterizzate da un plateau particolarmente elevato sono le piattaforme.